# Порохові імперії

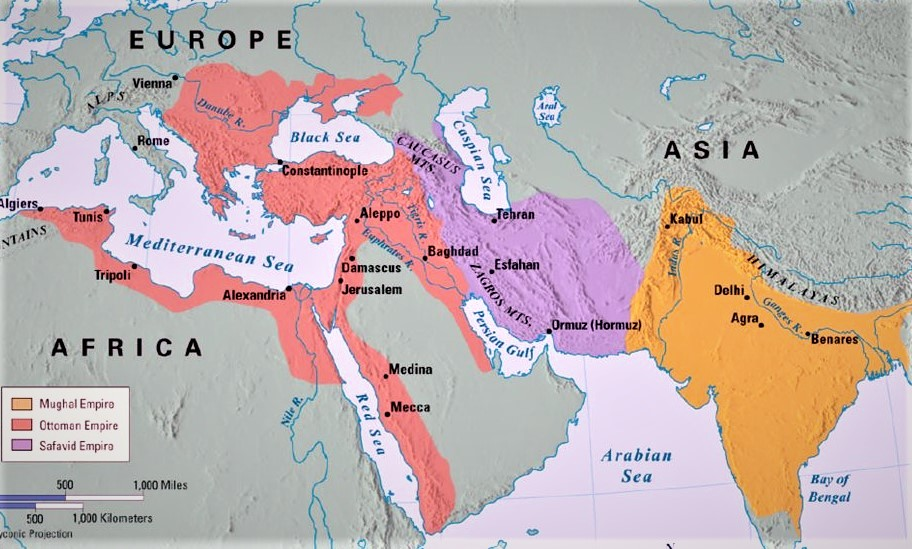
Ісламські порохові імперії на карті

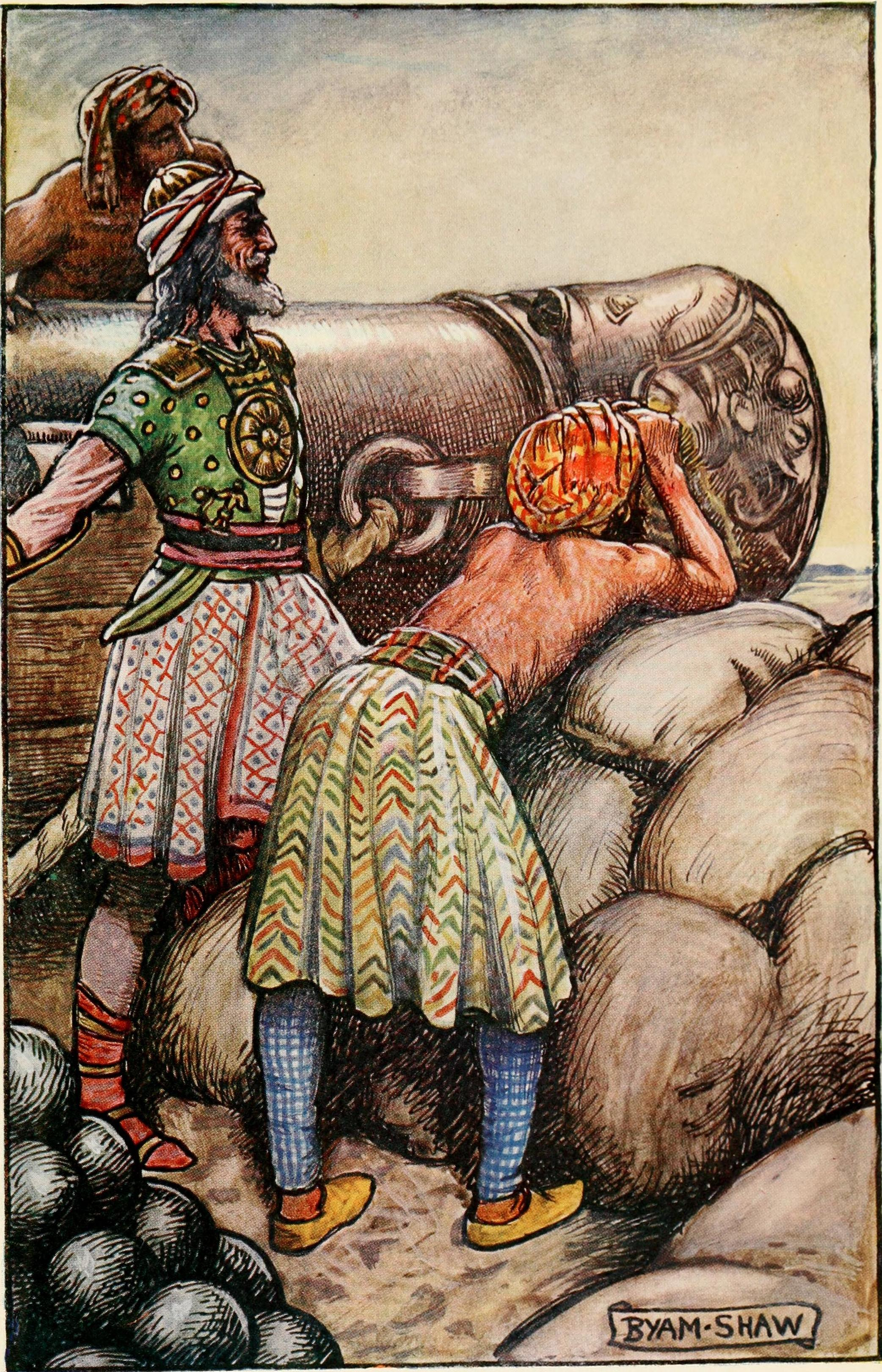
Артилеристи армії Моголів за часів правління Акбара.

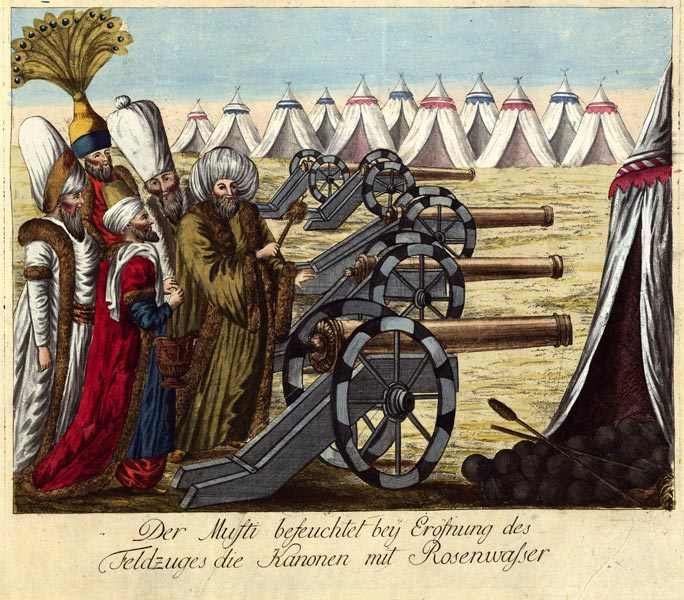
Османські озброєні солдати

Порохові імперії або ісламські порохові імперії — збірний термін, введений Маршаллом Г. С. Ходжсоном і Вільямом Макнілом із Чиказького університету, що стосується трьох тюрко-перських мусульманських імперій: Османської імперії, Імперії Сефевідів та Імперії Великих Моголів у період, коли вони процвітали з 16 по 18 століття. Ці три імперії були одними з найсильніших і найстабільніших економік раннього нового періоду, що призвело до комерційної експансії та більшого патронажу культури, тоді як їхні політичні та правові інститути були зміцнені зі зростаючим ступенем централізації. Імперії зазнали значного збільшення доходу на душу населення та чисельності населення, а також сталих темпів технологічних інновацій. Вони простягалися від Центральної Європи та Північної Африки на заході до Бенгалії та Аракана на сході. Колега Ходжсона Вільям Макнейл розширив історію використання пороху в багатьох цивілізаціях, включаючи держави Східної Азії, Південної Азії та Європи, у своїй «Епосі Імперій Пороху». Величезні території були завойовані ісламськими пороховими імперіями з використанням і розробкою нововинайденої вогнепальної зброї, особливо гармат і стрілецької зброї, під час імперської експансії. Як і в Європі, впровадження порохової зброї спричинило такі зміни, як поява централізованих монархічних держав.
За словами Г. С. Ходжсона, в порохових імперіях ці зміни вийшли далеко за межі військової організації.  Моголи, які базувалися на Індійському субконтиненті, частково успадкували Тимуридське Відродження  і відомі своєю розкішною архітектурою та тим, що проголосили в Бенгалії епоху, яку деякі описують як протоіндустріалізацію .  Сефевіди створили ефективну та сучасну державну адміністрацію для Ірану та спонсорували великі розробки в образотворчому мистецтві. Султани Османської імперії, також відомі як Кайсар-і Рум, контролювали священні міста Мекку та Медіну, а отже, були визнаними халіфами ісламу; їх могутність, багатство, архітектура та різноманітні внески суттєво вплинули на хід історії Євразії. Колега Годжсона Вільям Х. Макнейл розширив історію використання пороху в багатьох цивілізаціях, включаючи держави Східної Азії, Європи та Південної Азії, у своїй праці 1993 року «The Age of Gunpowder Empires».

## Концепція Ходжсона–Макніла
Фразу придумали Маршалл Г. С. Ходжсон і його колега Вільям Х. Макніл з Чиказького університету . Годжсон використав цю фразу в назві Книги 5 («Другий розквіт: Імперії порохових часів») своєї надзвичайно впливової тритомної праці «The Venture of Islam» (1974). Годжсон вважав порохову зброю ключем до «держав військового патронату пізнього середнього періоду», які замінили нестабільні, географічно обмежені конфедерації тюркських кланів, які переважали в постмонгольські часи. Ходжсон визначив «державу військового патронажу» як державу, яка має три характеристики:
по-перше, узаконення незалежного династичного права; по-друге, концепція всієї держави як єдиної військової сили; по-третє, спроба пояснити всі економічні та високу культуру уділами головних військових родів. 
Такі держави виросли «з монгольських уявлень про велич», але «такі уявлення могли повністю дозріти та створити стабільні бюрократичні імперії лише після того, як порохова зброя та її спеціалізована технологія зайняли першочергове місце у військовому житті». 
Макнейл стверджував, що щоразу, коли такі держави «були здатні монополізувати нову артилерію, центральна влада могла об’єднати більші території в нові або нещодавно об’єднані імперії».  Ключовою була монополізація. Хоча Європа була піонером у розробці нової артилерії в п’ятнадцятому столітті, жодна держава не монополізувала її. Ноу-хау лиття зброї було зосереджено в Нідерландах поблизу гирл річок Шельда та Рейн. Франція та Габсбурги поділили ці території між собою, що призвело до протистояння у сфері зброї.  Навпаки, такі монополії дозволили державам створювати мілітаризовані імперії в Західній Азії, Росії та Індії, а також «у значно модифікованому вигляді» в Китаї, Кореї та Японії. 

## Сучасні погляди на концепцію
Нещодавно гіпотезу Ходжсона–Макніла про «імперію пороху» засудили як «неправильне та неакуратне» пояснення, хоча цей термін залишається вживаним.  Причини, відмінні від (або на додаток до) військової технології, були запропоновані для майже одночасного підйому трьох централізованих військових імперій на суміжних територіях, де домінували децентралізовані тюркські племена. Одне з пояснень, назване істориками Європи п’ятнадцятого століття «конфесіоналізація», передбачає дослідження того, як відносини між церквою та державою, «опосередковані через конфесійні твердження та церковні обряди», призводять до витоків абсолютистських держав. Дуглас Стрейзанд використовує Сефевідів як приклад:
Сефевіди з самого початку нав'язали своєму населенню нову релігійну ідентичність; вони не прагнули розвивати національну чи мовну ідентичність, але їхня політика мала такий ефект. 
Однією з проблем теорії Ходжсона–Макніла є те, що придбання вогнепальної зброї, схоже, не передувало початковому загарбанню території, що становить імперську критичну масу будь-якої з трьох ранніх сучасних ісламських імперій, за винятком імперії Великих Моголів. Більше того, здається, що прихильність до військового автократичного правління передувала придбанню порохової зброї в усіх трьох випадках. Також не здається, що на придбання порохової зброї та її інтеграцію в армію вплинуло те, який різновид ісламу пропагувала конкретна імперія.  Незалежно від того, чи був порох невід’ємно пов’язаним з існуванням будь-якої з цих трьох імперій, не можна сумніватися в тому, що кожна з трьох придбала артилерію та вогнепальну зброю на початку своєї історії та зробила таку зброю невід’ємною частиною своєї військової тактики.
Майкл Ексворті зазначив, що ярлик вводить в оману у випадку Сефевідів, оскільки, на відміну від сучасних європейських армій, військові Сефевідів переважно використовували мечі, списи та луки аж до середини XVIII століття. Лише за часів правління династії Афшаридів Надер Шаха більшість іранських військ вперше озброїлися вогнепальною зброєю. 

## Порохові імперії мусульманського світу

### Османська імперія

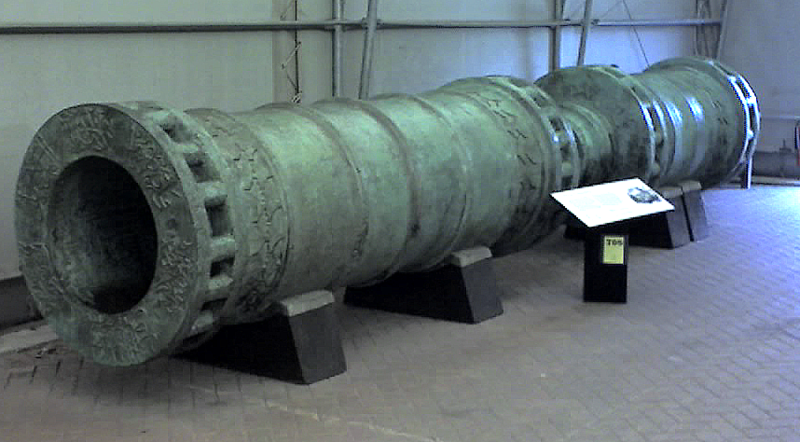
Бронзова Дарданелльська гармата на виставці у форті Нельсон у Гемпширі. Подібні гармати використовувалиосмани під час облоги Константинополя в 1453 році.

Першою з трьох імперій здобула порохову зброю була Османська імперія . До 14 століття османи взяли на озброєння порохову артилерію .  Прийняття порохової зброї османами було настільки швидким, що вони «випередили як своїх європейських, так і близькосхідних супротивників у створенні централізованих і постійних військ, які спеціалізуються на виробництві та поводженні з вогнепальною зброєю ».  Але саме їх використання артилерії шокувало їхніх противників і спонукало дві інші ісламські імперії прискорити свої програми озброєння. Османи мали артилерію принаймні до правління Баязида I і використовували її під час облоги Константинополя в 1399 і 1402 роках. Остаточно вони довели свою цінність як облогові машини під час успішної облоги Салонік у 1430 р.  Османи використовували близькосхідні  , а також європейські ливарні заводи для відливання своїх гармат, а під час облоги Константинополя в 1453 р., у них були досить великі гармати, щоб розбити стіни міста, на подив захисників. 
Регулярне використання вогнепальної зброї османськими військовими випереджало темпи їх європейських колег. Яничари були охороною піхоти, яка використовувала лук і стріли. Під час правління султана Мехмеда II вони були вишколені з вогнепальною зброєю і стали «можливо, першою постійною піхотою, оснащеною вогнепальною зброєю у світі».  Таким чином яничари вважаються першими сучасними постійними арміями.   Комбінація артилерії та вогневої потужності яничар виявилася вирішальною у Варні в 1444 році проти сил хрестоносців, Башкенті в 1473 році проти Ак-Коюнлу  та Мохачі в 1526 році проти Угорщини. Але битва, яка переконала Сефевідів і Великих Моголів в ефективності пороху, була в Чалдірані .
Аркебуза із сірником почала використовуватися яничарським корпусом у 1440-х роках.  Пізніше мушкет з'явився в Османській імперії в 1465 році  . Дамаська сталь пізніше використовувалася у виробництві вогнепальної зброї, наприклад мушкета з 16 століття.  У битві під Мохачем у 1526 році яничари, озброєні 2000 тюфенками (зазвичай перекладається як мушкет), «утворили дев’ять послідовних рядів і стріляли зі зброї ряд за рядом», «у положенні на колінах або стоячи без потреби в додатковій опорі чи відпочинку». ."  Пізніше китайці прийняли Османську позицію для стрільби з коліна.  У 1598 році китайський письменник Чжао Шижень описав турецькі мушкети як кращі за європейські.  Пізніше китаєць Ву Пей Чі (1621) описав турецькі мушкети, у яких використовувався зубчатий механізм, який, як відомо, не використовувався в жодній європейській чи китайській вогнепальній зброї того часу. 
Дарданелльська гармата була розроблена та відлита з бронзи в 1464 році Муніром Алі. Дарданелльська гармата все ще була на службі понад 340 років потому, у 1807 році, коли з’явилися війська Королівського флоту та розпочали Дарданелльську операцію . Турецькі сили зарядили стародавні реліквії паливним паливом і снарядами, а потім обстріляли ними британські кораблі. Британська ескадра зазнала 28 втрат від цього бомбардування. 

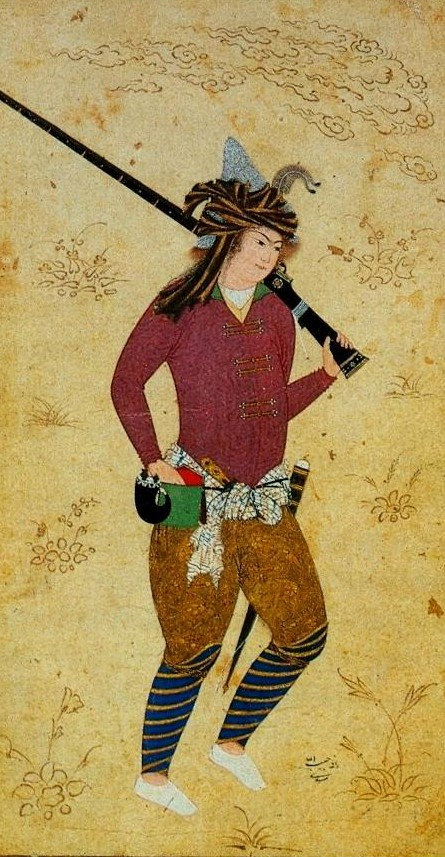
Перський мушкетер часів Аббаса I. Художник: Хабіб-Аллах Машаді за Фальсафі (Берлінський музей ісламського мистецтва).

У Чалдірані османи вперше зустрілися в битві з Сефевідами. Султан Селім I рушив на схід зі своєю польовою артилерією в 1514 році, щоб протистояти тому, що він сприйняв як шиїтську загрозу, спровоковану Шахом Ісмаїлом на користь суперників Селіма. Ісмаїл поставив на ставку свою репутацію божественного правителя на відкриту кавалерійську атаку проти фіксованої османської позиції. Османи розмістили свої гармати між возами, які їх везли, що також забезпечувало прикриття для озброєних яничар. Результатом нападу стали нищівні втрати сефевідської кавалерії. Поразка була настільки серйозною, що османські війська змогли просунутися далі та на короткий час зайняли столицю Сефевідів Тебріз . Лише обмежений радіус кампанії османської армії завадив їй утримати місто та покласти край правлінню Сефевідів. 

### Імперія Сефевідів
Хоча поразка в Чалдірані поклала кінець програмі територіальної експансії Ісмаїла, шах, тим не менш, негайно вжив заходів для захисту від реальної загрози з боку Османського султанату, озброївши свої війська пороховою зброєю. Протягом двох років після Чалдірана Ісмаїл мав корпус мушкетерів ( тофанчі ) чисельністю 8 000, а до 1521 року, можливо, 20 000.  Після того, як Аббас Великий реформував армію (близько 1598 року), сили Сефевідів мали артилерійський корпус із 500 гармат, а також 12 000 мушкетерів. 
Сефевіди вперше застосували свою порохову зброю проти узбеків, які вторглися в східну Персію під час громадянської війни, що послідувала за смертю Ісмаїла I. Молодий шах Тахмасп I очолив армію, щоб допомогти Герату, і зіткнувся з узбеками 24 вересня 1528 року. при Джемі, де Сефевіди рішуче розбили узбеків. Військо шаха розгорнуло гармати (поворотні гармати на возах) у центрі, захищені возами з кіннотою на обох флангах. Імператор Великих Моголів Бабур описав утворення в Джамі як «в анатолійському стилі».  Кілька тисяч піхотинців зі зброєю також скупчилися в центрі, як і яничари османської армії. Незважаючи на те, що узбецька кіннота вступила в бій і розвернула армію Сефевідів на обох флангах, центр Сефевідів утримався (оскільки узбеки не вступали в прямий бій). Згуртувавшись під особистим керівництвом Тахмаспа, піхота центру вступила в бій і розсіяла узбецький центр і закріпила поле. 

### Імперія Великих Моголів

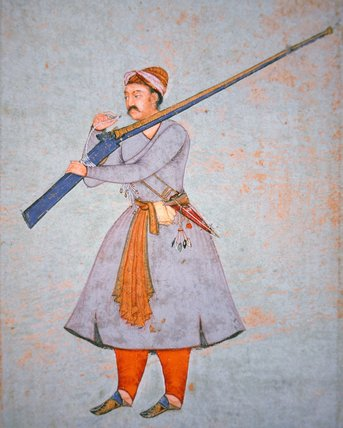
Мугальский стрілець.

На той час, коли його запросив губернатор Лоді Лахор Даулат-хан підтримати його повстання проти султана Лоді Ібрагім-хана, Бабур був знайомий із пороховою вогнепальною зброєю та польовою артилерією та методом їх застосування.
Бабур найняв османського експерта Устада Алі Кулі, який показав Бабуру стандартний османський стрій — піхота, оснащена артилерією та вогнепальною зброєю, захищена фургонами в центрі та кінні лучники на обох крилах. Бабур використовував це формування в першій битві при Паніпаті в 1526 році, де афганські та раджпутські війська, вірні Делійському султанату, хоч і переважали за кількістю, але не мали порохової зброї, зазнали поразки. Вирішальна перемога сил Тимуридів є однією з причин того, що вороги рідко зустрічалися з князями Великих Моголів у запеклих битвах протягом історії імперії. Правління Акбара Великого, Шах-Джахана та Аурангзеба було описано як головна вершина історії Індії .  Імперія Великих Моголів стала потужним геополітичним утворенням, де іноді проживало 16,1% населення світу.  Моголи успадкували елементи перської культури та мистецтва, як і Османи та Сефевіди. 

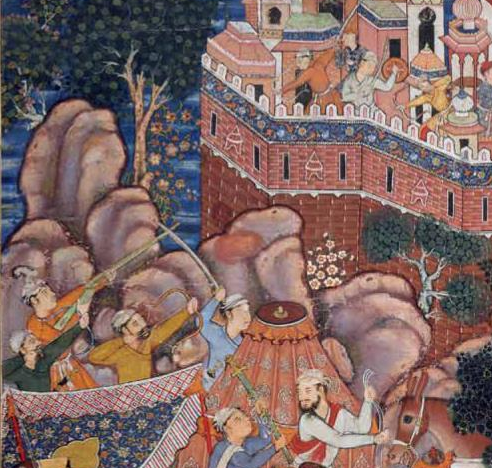
Могольський мушкетер

## Порохові імперії Східної Азії
Три ісламські порохові імперії відомі своїм швидким успіхом у домінуванні на полях битв, використовуючи свою нещодавно придбану вогнепальну зброю та техніку. Східноазійські держави та їхні військові успіхи зазвичай ігноруються в цій темі через успіх не лише ісламських імперій, а й європейських імперій. Успіх і інновації порохового бою в Східній Азії, однак, варто згадати в тому ж контексті, що й ісламські порохові імперії щодо їхніх військових досягнень.

### Китай
Існували різні шляхи надходження стрілецької вогнепальної зброї до Китаю. Під час золотого віку східноазійського піратства між 1540-ми та 1560-ми роками, швидше за все, під час битв та інших зіткнень з цими піратами сили династії Мін неминуче заволоділи зброєю та скопіювали її. Також було ймовірно, що могутній моряк Ван Чжі, який контролював тисячі озброєних людей, зрештою здався Мін у 1558 році, і вони скопіювали його зброю. Ця конкретна розповідь про технологію аркебуз була першою, яка зацікавила чиновників Мін у тому, щоб китайці розширили використання цієї зброї. 
Турецькі аркебузи, можливо, дійшли до Китаю раніше португальських.  У книзі Чжао Шиженя 1598 року « Шеньціпу » були ілюстрації мушкетників турків Османської імперії з детальними ілюстраціями їхніх мушкетів, а також європейських мушкетерів із детальними ілюстраціями їхніх мушкетів.  Була також ілюстрація та опис того, як китайці зайняли османську позицію стоячи на колінах під час стрільби.  Чжао Шижень описав турецькі мушкети як кращі за європейські.  Wu Pei Chih (1621) пізніше описав турецькі мушкети, які використовували рейковий механізм, який, як відомо, не використовувався в жодній європейській чи китайській вогнепальній зброї того часу. 
Китайці інтенсивно відпрацьовували тактичні стратегії, засновані на використанні вогнепальної зброї, що призвело до військового успіху. Ци Цзігуан, шанований воєначальник династії Мін, вимуштрував своїх воїнів до крайнощів, щоб їхні результати в бою були успішними. Крім того, Ці Цзігуан також використовував інноваційні бойові прийоми, такі як залп, зустрічний марш, поділ на команди, і навіть заохочував мати гнучку форму для адаптації до поля бою. 
Під час китайсько-голландської війни, що почалася в 1661 році, командир південного Мін Чжен Ченгун (Косінга) ефективно використовував у бою тактику, подібну до Ці Цзігуан. Хоча голландці, можливо, мали кращу зброю, китайці змогли перемогти голландські сили завдяки суворому дотриманню дисципліни та здатності залишатися в строю. Зрештою, саме їхня техніка та навчання перемогли голландську зброю. 

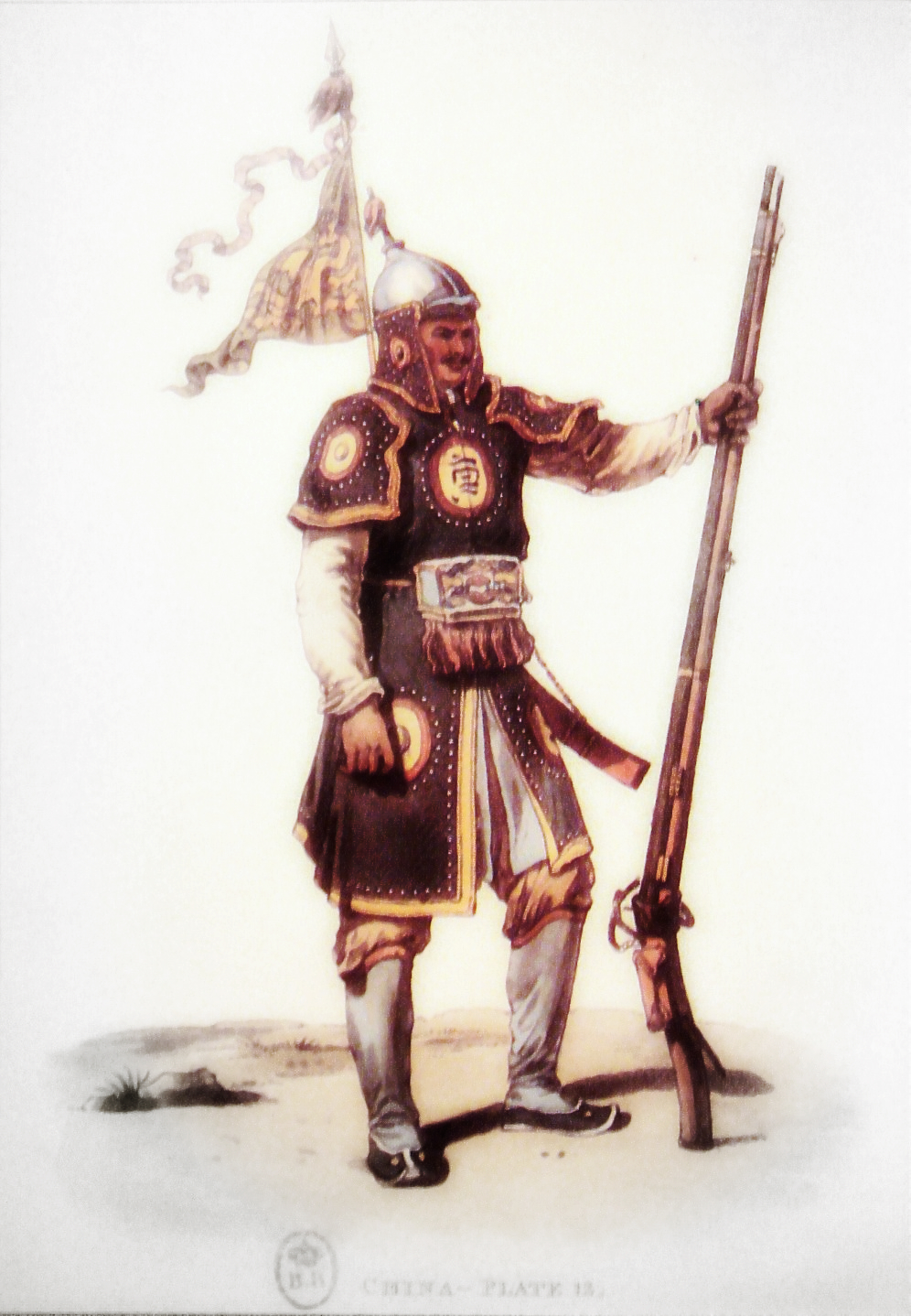
Солдат епохи Цяньлуна з аркебузою.

У 1631 році «Важкі війська», які могли будувати та використовувати гармати європейського зразка , імпортовані гармати в династії Цин мали високу репутацію, наприклад «Великий генерал у червоному».  Маньчжурська еліта не займалася безпосередньо зброєю та її виробництвом, воліючи натомість делегувати це завдання хань-китайським майстрам, які виготовляли для Цін подібну композитну металеву гармату, відому як «великий генерал Шеньвей».   Гармати та мушкети також широко використовуються у війнах, відомих як «Десять великих походів».   Однак після того, як у середині XVIII століття династія Цин завоювала гегемонію над Східною Азією, практика лиття гармат із композитних металів вийшла з ужитку, доки династія знову не зіткнулася з зовнішніми загрозами під час Опіумної війни 1840 року, коли вже почали виготовляти гладкоствольні гармати. вийти з ужитку внаслідок нарізних стволів. 

### Японія
Японці перейняли використання португальської аркебузи в середині 16 століття. У багатьох джерелах говориться, що португальці, які працювали на китайських піратів, випадково опинилися в Японії та вразили місцевого правителя зброєю. Незабаром після цього японці почали масове виробництво зброї португальського зразка для себе. За іншими даними, ця технологія вогнепальної зброї могла потрапити до Японії ще в 1540 році завдяки постійному потоку японських найманців, які могли підібрати вогнепальну зброю під час своїх подорожей. Незабаром японські солдати, які носять вогнепальну зброю, значно перевищуватимуть кількість тих, хто має іншу зброю. 
Тоніо Андраде зазначив, що модель військової революції, яка дала європейцям такий великий військовий успіх, включала використання кращих методів буріння. Техніка буріння, про яку він говорив, була технікою мушкетерського залпу.  Кажуть, що техніку залпу винайшов японський воєначальник Ода Нобунага. Він використовував ту саму техніку, яку використовували японські лучники, але те, що ця техніка дозволяла солдатам перезаряджати в той самий час, коли інші могли стріляти, була руйнівною для їхніх ворогів. 

### Корея
Корейці використовували китайську та саморобну вогнепальну зброю ще наприкінці 14 століття. Вони також були досить вправними та інноваційними у своїх стратегіях на полі бою. Фактично, є звіти про те, як корейці використовували певний тип техніки залпу в 1447 році.  Але війна між японцями проти корейців і Мін, яка почалася в 1592 році і закінчилася в 1598 році, змінила б точку зору корейців на війну. Хоча це була нищівна поразка для корейців, ця війна змусила корейців усвідомити, що їм потрібно прийняти використання мушкета, а також японських і китайських методів. Корейці швидко зробили мушкет основою своєї військової тактики, і до 1594 року їхні мушкетери становили понад 50 відсотків армії. Вони тренувалися, використовуючи посібники, засновані на техніках Ци Цзігуана, таких як залп, використовуючи також власні методи. Ці події ознаменували початок корейської військової революції, під час якої корейці могли боротися зі своїми ворогами, використовуючи сучасне обладнання та методи ведення війни. 
Було багато випадків, коли корейські військові ефективно використовували свої нові методи. У 1619 році корейці допомогли Мін проти Маньчжурів, великої військової сили. У той час як корейці та Мін програли, корейський підрозділ продемонстрував свою успішну техніку в бою. Потім, у 1627 і 1636 роках, корейці зіткнулися з маньчжурами наодинці, знову продемонструвавши свою компетентність у бою, використовуючи свою мушкетну тактику. І знову вони програли маньчжурам в обох битвах.  У 1654 і 1658 роках корейці допомагали Цин у битві проти росіян за контроль над землями в Маньчжурії. У цих випадках корейці показали свою перевагу в тактиці і стали причиною поразки росіян. 

### В'єтнам
Порівняно мало уваги було приділено використанню та інноваціям пороху під час експансії В’єтнаму. Насправді існує широко поширена думка, що в’єтнамці привезли вогнепальну зброю до Китаю, хоча інші вчені з цим не погоджуються.  Незважаючи на це, використання технології пороху залишило незаперечний слід в історії В’єтнаму, дозволивши « марш на південь » і значне розширення території В’єтнаму.

## Порох в Європі
Кажуть, що європейці розвинули технологію створення пороху до межі, удосконаливши формули, які існували, і розробили нові способи використання речовини після того, як вона потрапила в Європу через Шовковий шлях у тринадцятому столітті.   Європейці вдосконалювали порох через століття після винайдення першої рушниці в Китаї. 

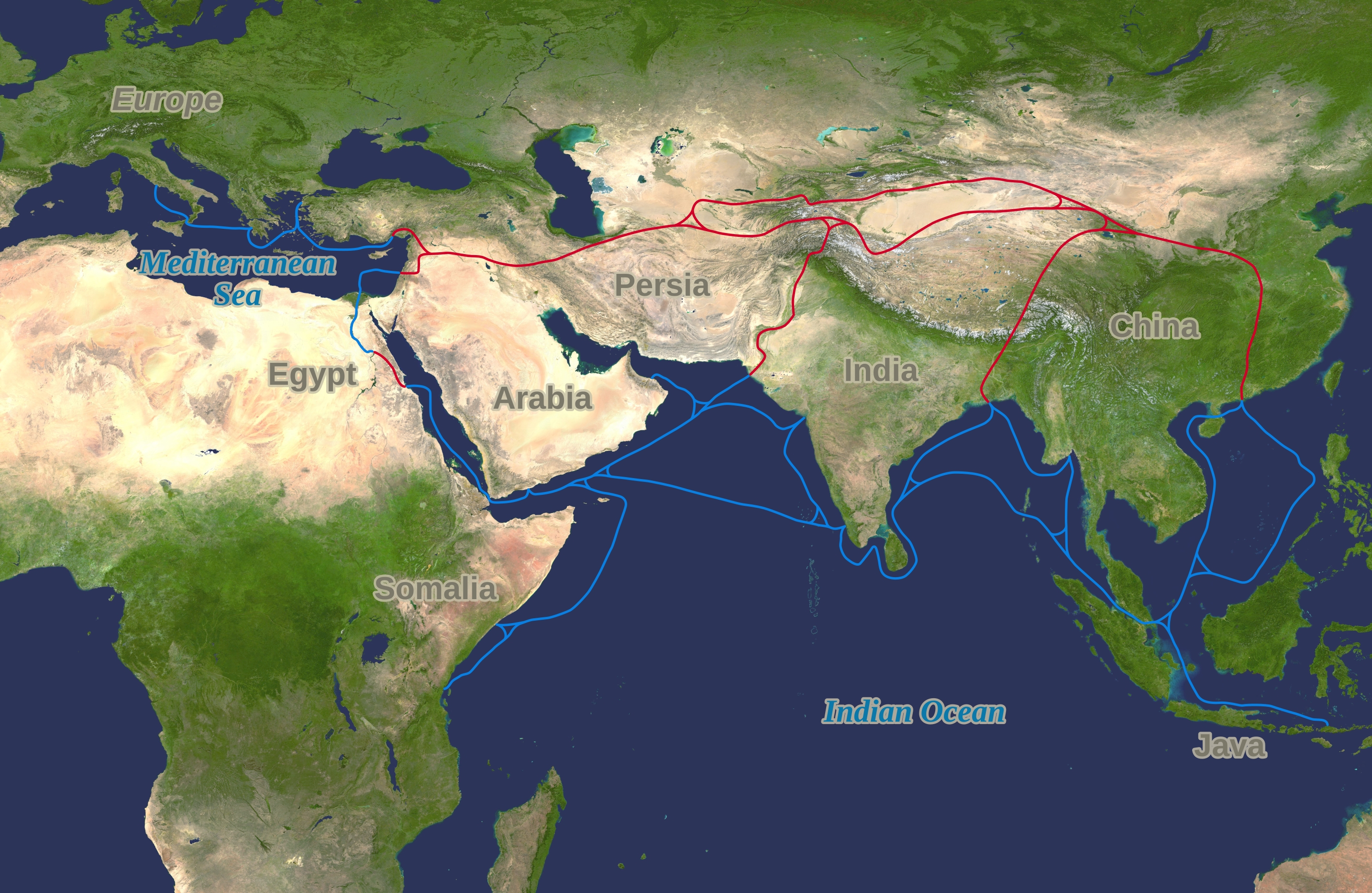
Шовкові шляхи: мережа маршрутів Чан'ань-Тянь-Шань.

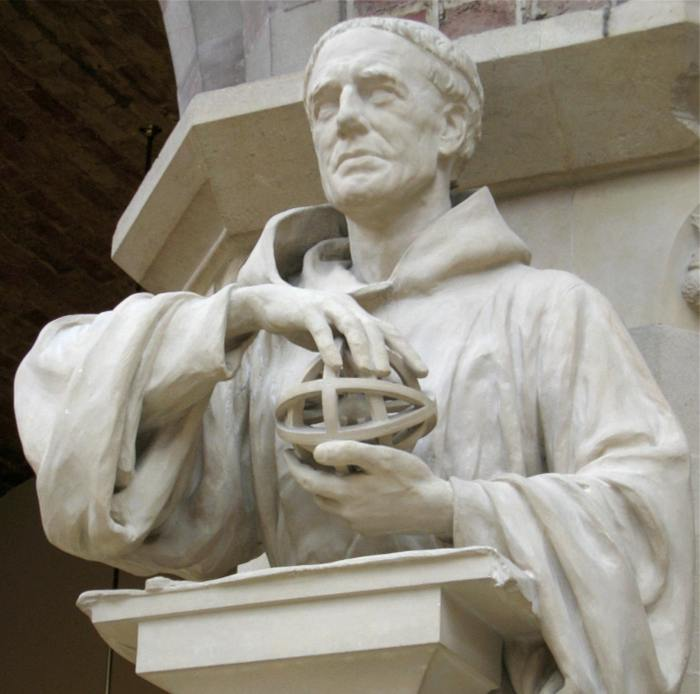
Роджер Бекон

Роджер Бекон, відомий ранній європейський алхімік (1214 – 1292), виклав дива світу; ключовим серед них були інгредієнти пороху. Завдяки цим інгредієнтам європейські вчені, винахідники та алхіміки створили порох, який мав інший процес очищення. Це передбачало додавання вологої речовини до пороху, а потім його висушування у вигляді суміші. За допомогою цієї вдосконаленої технології пороху німецький монах Бертольд Шварц винайшов першу європейську гармату в 1353 році. 
Європейці також удосконалювали порохову зброю, яку виготовляли в Китаї та на Близькому Сході, створюючи міцніші та витриваліші рушниці з використанням передових європейських методів обробки металу.  Вони навчилися розраховувати величину сили, яку чинить газ, що міститься в патроннику рушниці, що призвело до створення гармат, здатних стріляти на більші відстані. 
Удосконалений порох з Європи пізніше, у 1520 році, досяг Китаю на португальському кораблі , хоча турецькі аркебузи могли дістатися Китаю раніше португальських.  Османи та португальці представили в Китаї гармати, вдосконалені рушниці та інші досягнення через сотні років після оригінального винаходу пороху в Китаї, завершивши подорож пороху Азією.

## Дивіться також
- Історія пороху
- Політична історія світу